# 746 Marlu
A 746 Marlu (ideiglenes jelöléssel 1913 QY) a Naprendszer kisbolygóövében található aszteroida. Franz Kaiser fedezte fel 1913. március 1-jén.